# نطاق سي

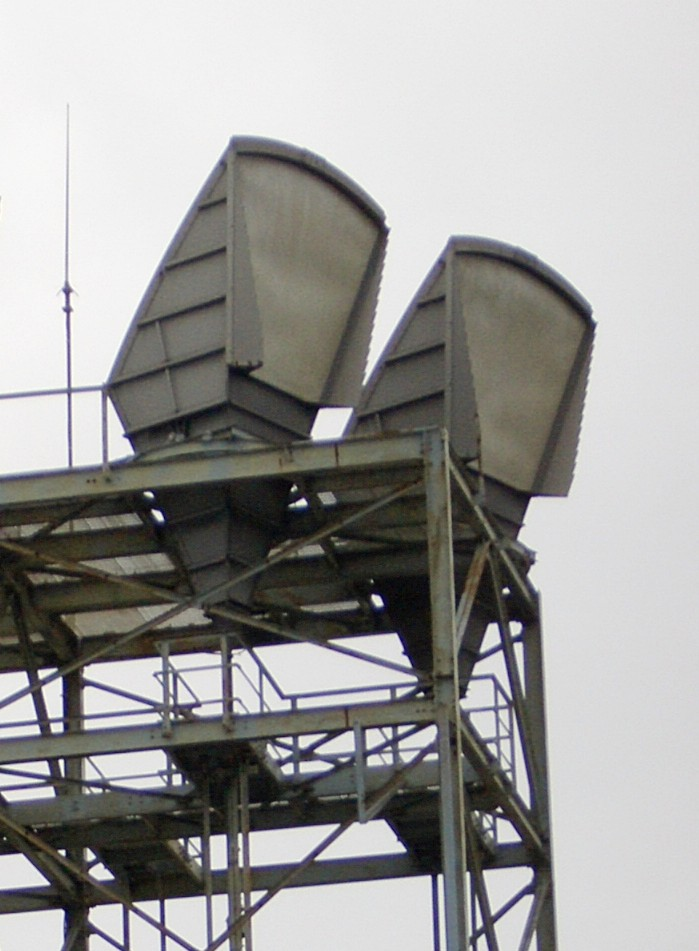
كانت الهوائيات القرنية ذات «النطاق سي» من هذا النوع منتشرة على نطاق واسع في الولايات المتحدة في الخمسينيات من القرن الماضي لشبكات مناوبة الموجات الصغيرة الأرضية.

النطاق سي (C band) هي تسمية معهد مهندسي الكهرباء والإلكترونيات (IEEE) لجزء من الطيف الكهرومغناطيسي في نطاق ترددات الموجات الصغيرة التي تتراوح من 4.0 إلى 8.0 جيجاهيرتز (GHz).  يُستخدم «النطاق سي» في العديد من عمليات اتصالات الأقمار الصناعية ، وبعض أجهزة الواي فاي ، وبعض الهواتف اللاسلكية ، بالإضافة إلى بعض أنظمة الرادار ورادار الطقس.